# Polissoirs de la Pierre à l'eau
Les polissoirs de la Pierre à l'eau sont un ensemble de trois polissoirs situés dans la forêt domaniale de Lancy en France.

## Localisation
Le polissoir est situé dans le département français de l'Yonne, sur le territoire de la commune de Lailly.

## Description
Les trois polissoirs situés à quelques dizaines de mètres les uns des autres possèdent des rainures caractéristiques de ce type de mégalithes.

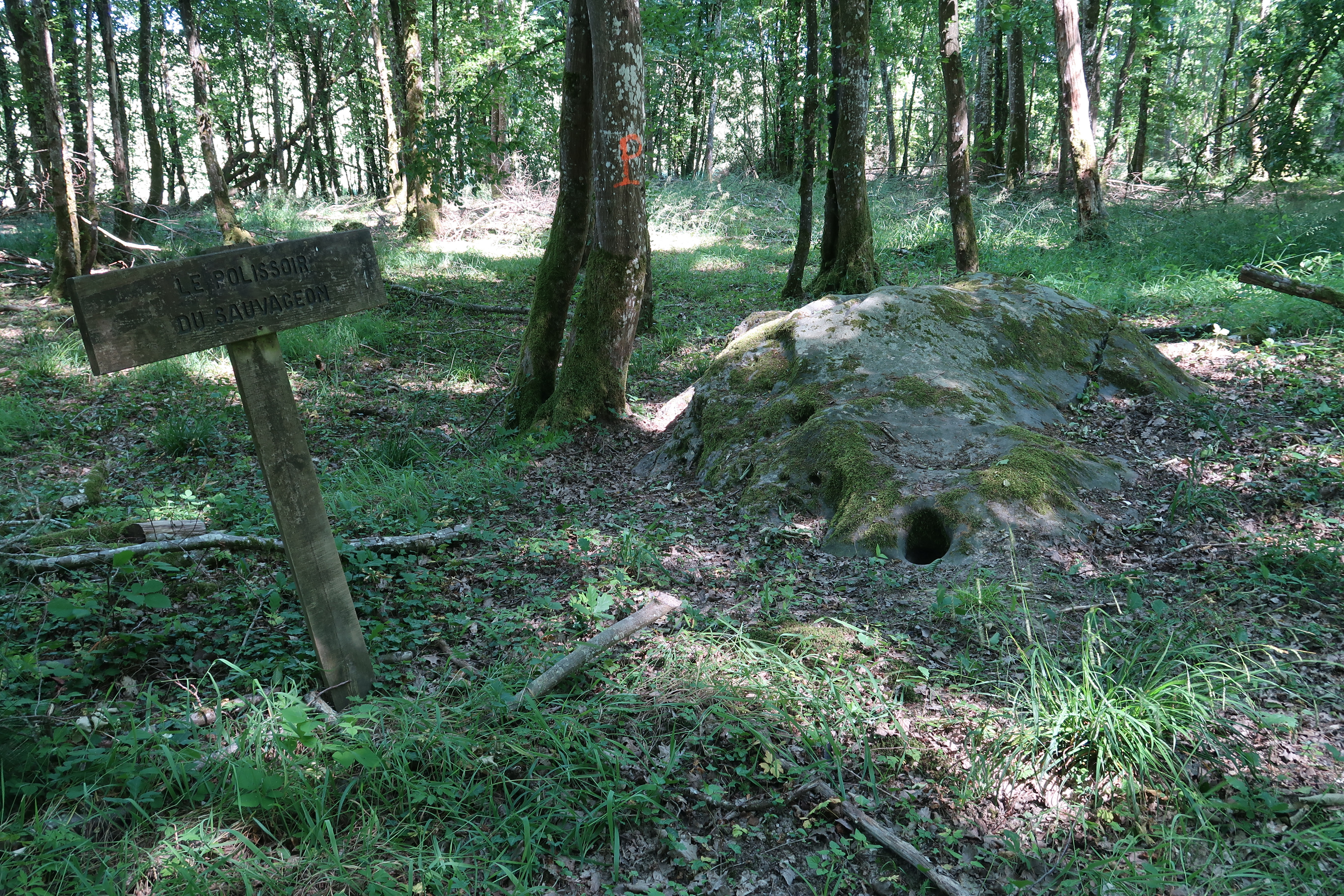
Polissoir avec cuvette.
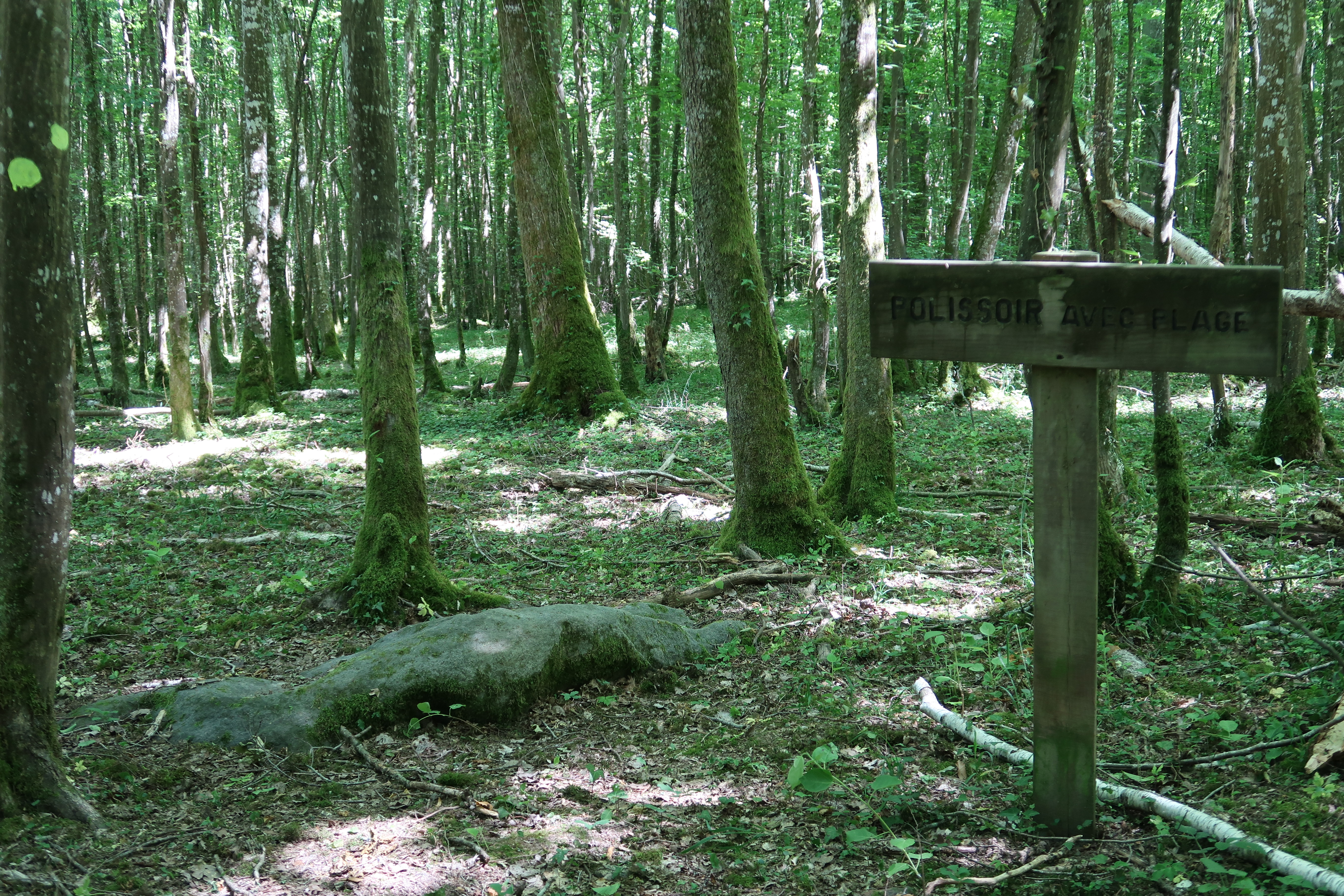
Polissoir avec plage.

## Historique
Deux des polissoirs sont classés au titre des monuments historiques en 1922.